# Sistema de Mutación Refractario a la Amplificación por PCR
El Sistema de Mutación Refractario a la Amplificación por PCR o ARMS-PCR por sus siglas en inglés (Amplification Refractory Mutation System-Polymerase Chain Reaction) es una técnica para detectar mutaciones puntuales conocidas, que se cree que fue descrita por primera vez por el equipo de Newton en 1989. Se ha desarrollado para el diagnóstico de todas las mutaciones β-talasemia comunes que se encuentran en diferentes grupos étnicos alrededor del mundo y sobre todo en los países asiáticos. La técnica se basa en que un cebador específico solo permita que la amplificación tenga lugar cuando su extremo 3' coincida con su secuencia diana. Por ejemplo, para detectar la mutación β-talasemia (G / C), el nucleótido en el extremo 3' del cebador es una guanina con el fin de que si se encuentra con una citocina, el nucleótido sustituido en el ADN mutante, si no se lleva a cabo la amplificación sería debido a que el cebador formaría un desajuste o "mismatch" G-G con el ADN normal. Esta falta de correspondencia es débil, entonces para que se pueda reducir la eficiencia de hibridación de los cebadores con la cadena molde de ADN entre un 0 y 5% para así evitar la amplificación, una mayor falta de correspondencia con la secuencia diana u objetivo tendría que ser introducida en el segundo, tercero o cuarto de los nucleótidos antes del extremo 3' del cebador utilizado.

## Antecedentes históricos
En 1989, algunos grupos independientes describieron un tipo de PCR que podría ser utilizada para el análisis de mutaciones puntuales conocidas en el ADN y que así se pudiera distinguir entre el alelo normal, el genotipo heterocigoto y los genotipos mutantes o normales homocigotos; estos grupos independientes fueron los de Newton, Nichols,  Okayama,  Sommer y Wu. El método se conoce como PCR-ARMS o únicamente ARMS (Sistema de Mutación Refractario a la Amplificación por PCR) nombrado así en el texto publicado por Newton en 1989, como PASA (PCR para la amplificación de alelos específicos) por Sommer y como ASPCR (PCR alelo-específico) por Wu. La aplicabilidad es la de analizar mutaciones asociadas a enfermedades conocidas como la fenilcetonuria y anemia de células falciformes; posteriormente, en 1992, el equipo de investigación liderado por Sommer realizó estudios de validación que establecieron que esta nueva estrategia de Reacción en Cadena de la Polimerasa es aplicable al análisis de cualquier mutación puntual conocida o Polimorfismo de un solo nucleótido.
En su artículo Analysis of any point mutation in DNA. ARMS., Newton y su equipo dijeron: "Hemos mejorado la "Reacción en Cadena de la Polimerasa" (PCR) para permitir el análisis rápido de cualquier mutación conocida en el ADN genómico. Demostramos un sistema, ARMS (Sistema de Mutación Refractario a la Amplificación por PCR) que permite el genotipado únicamente por la inspección de las mezclas de reacción después de la electroforesis en gel de agarosa. El sistema es simple y fiable, permite distinguir claramente alelos heterocigotos u homocigotos en un locus para cualquiera de los dos alelos. El sistema no requiere ni la digestión con enzimas de restricción o de oligonucleótidos específicos de alelos como son aplicados convencionalmente, ni el análisis de la secuencia de los productos de PCR. La base de la invención son los oligonucleótidos que no se unan a la cadena molde en el extremo 3' , así no funcionarían como cebadores en la PCR en condiciones apropiadas. Hemos analizado el ADN de pacientes con calantitripsina (AAT), de portadores de la enfermedad y de  individuos normales. Nuestros resultados están en completo acuerdo con las asignaciones de los alelos derivados de la secuenciación directa de los productos de la PCR ... La viabilidad de la PCR-ARMS descrita por Newton se demostró por la amplificación del exón III y parte del intrón III en el gen de AAT humano. La aplicación directa de la PCR-ARMS a los alelos clínicamente significativos se realizó y los diagnósticos estaban de acuerdo con los resultados del análisis de la secuencia de los productos de PCR".
Los grupos independientes antes mencionados demostraron una técnica general que permite la verificación de cualquier polimorfismo o mutación puntual conocidos. La técnica requiere que el extremo terminal 3' de los cebadores de PCR sea específico para los alelos conocidos, tanto mutante como normal. Así, el cebador inicia la síntesis en dos formas. Si el alelo es de la forma "normal", entonces es refractario a la amplificación por PCR sobre la cadena de ADN "mutante", mientras que si la forma es "mutante" es refractario a la PCR sobre el ADN "normal". En algunos casos una sola base que no concuerde sí permite la amplificación, de manera que demostraron que la introducción de algunos otros desajustes adicionales cerca del extremo 3 ' de los cebadores apropiados aminora este problema.
ARMS es un método simple, rápido y confiable que proporciona precisión a la hora de hacer un diagnóstico pre- y post-natal y un medio para la detección de heterocigotos. ARMS sigue siendo de beneficio aún si las mutaciones asociadas a la enfermedad, hasta ahora no caracterizada, están vinculados a los polimorfismos caracterizados. En tales casos, la técnica permitirá analizar el haplotipo de manera detallada con una cantidad mínima de ADN.  Los diagnósticos prenatales precisos son alcanzables en unas pocas horas si se evita la contaminación materna a partir de material fetal, aunque hoy en día las tecnologías y métodos de diagnóstico con ADN fetal circulante parecen prometedoras. Una consideración práctica importante con este enfoque (como con otras estrategias basadas en la Reacción en Cadena de la Polimerasa) es que es innecesario preparar ADN de alta calidad, adecuado para la digestión con enzimas de restricción.
Un requisito previo de la PCR-ARMS es la ausencia de una actividad correctora 3'-exonucleolítica asociada con la ADN polimerasa, igual que el extremo 3'-OH de los cebadores coincidentes sean refractarios a la extensión por la polimerasa de ADN elegida. En los casos en que la falta de coincidencia no es refractaria a la extensión (como se demostró en los resultados de la experimentación de Newton en 1989), son requeridos algunos desajustes más desestabilizadores.  Empíricamente, el grado de especificidad observada con los cebadores no coincidentes (y por tanto el requisito de que la desestabilización adicional se lleve a cabo), se correlaciona con el tipo de desajuste. C / T, A / A y desajustes de T / T (que son todos o bien purina / purina o desajustes pirimidina / pirimidina) son considerablemente más refractarios a la extensión por la Taq Polimerasa que los desajustes G / T, T / G, A / C o C / A  (donde todos son desajustes purina / pirimidina).
Es probable que cualquiera de estos enfoques para desestabilizar deliberadamente los cebadores de la PCR-ARMS y, por lo tanto, mejorar la especificidad puede ser mediante la reducción de dNTPs, magnesio y concentraciones de cebador o el simple aumento de las temperaturas de amplificación / extensión y de hibridación. Por el contrario, un aumento en la concentración de estos reactivos o una disminución de la temperatura de amplificación podría suponer que tenga un efecto adverso sobre las especificidades de los cebadores de manera que no generen previamente ningún producto deseado.
La optimización de las concentraciones de magnesio, Taq polimerasa, dNTP y / o de la temperatura exacta a través de los ciclos de la PCR-ARMS, el control cuidadoso de la variable debe ser alcanzable con la instrumentación totalmente automatizada de la PCR-ARMS. De hecho, la adición de Taq polimerasa para mezclas de reacción a 60 °C y asegurar que la temperatura de reacción nunca cae por debajo de ésta, puede aumentar significativamente la especificidad de reacción y evitar la generación de productos en plantillas no coincidentes.

Hemos elegido utilizar grandes cebadores (30-meros) en este ensayo ya que esto permite el uso de altas temperaturas de amplificación para mejorar la especificidad y reduce la posibilidad de un mal acoplamiento de los cebadores en otros lugares del ADN genómico. Un enfoque alternativo podría ser el uso de cebadores más cortos que abarquen una mutación puntual tal que la discriminación entre loci "normal" y "mutante" se logre mediante la hibridación de los cebadores de una manera específica con ciertos alelos en condiciones apropiadas, naturalmente.  Es importante tener en cuenta, sin embargo, que en este análisis de la especificidad de los cebadores no se habla de algo absoluto, la ausencia de controles internos podría concebiblemente dar lugar a diagnósticos erróneos y la hibridación de los mismos cebadores. Otras desventajas serían que las diferentes condiciones tendrían que ser determinadas para cada locus de interés lo que complicaría el análisis simultáneo de múltiples loci. 
"No se nos escapa que la PCR-ARMS puede tener muchas otras aplicaciones en la medicina y la biología molecular. La técnica será útil para la tipificación precisa de los patógenos infecciosos con base en los cambios específicos de la cepa, característicos para cada una, de manera que pueden ser identificados. El análisis de activación de oncogenes es así sencillo al igual que la detección de deleciones en el ADN. Muchas aplicaciones adicionales también se pueden considerar en el contexto de la investigación."
-Newton et al., 1989

## Principio
La PCR-ARMS se basa en la observación de que la amplificación por PCR es ineficiente o completamente refractaria si hay un desajuste entre el nucleótido terminal de un cebador en su extremo 3' y la plantilla correspondiente. La Taq ADN polimerasa carece de una actividad de exonucleasa y por lo tanto no se pueden corregir desajustes en los extremos 3' del cebador. Como tal, se requiere la hibridación de bases complementarias en el extremo 3' del cebador para la amplificación eficiente de Taq DNA polimerasa; la amplificación del alelo normal, y no el de la mutante, se lleva a cabo utilizando un cebador que es complementaria al alelo normal y tiene un desajuste entre el residuo 3' y el alelo mutante. Por el contrario, solo el mutante se amplificará si el residuo 3' del cebador es complementario al alelo mutante y no el alelo normal. La especificidad o poder de discriminación del nucleótido terminal en el extremo 3' se puede mejorar aún más si se incorpora una asimetría adicional posicionado cerca del nucleótido 3'.
Varios estudios han intentado cuantificar el efecto inhibidor de diferentes desajustes en la amplificación por PCR, como aquellos de los últimos años de la década de 1990. Aunque han surgido algunas tendencias, los resultados han sido notablemente discordantes. Sarkar y sus colegas, en 1990, concluyeron que la PCR es inhibida por desajustes entre la plantilla y el nucleótido en el extremo 3' del cebador. Por otra parte, Kwok y su equipo en 1990 demostraron una reducción de 20 veces en la eficiencia de la amplificación con desajustes A : A (cebador : molde), la reducción de 100 veces con desajustes A : G, G : A, y C : C, y poca o ninguna reducción con otros desajustes. En 1992, Huang y sus colaboradores demostraron algún grado de inhibición con cada combinación de desajustes. La inhibición más débil, la reducción de aproximadamente 100 veces, se asoció con desajustes C : T . Había aproximadamente 10 veces una reducción con desajustes A  : C, C : A, G : T, y desajustes; G: 34T 10 a 10 veces de reducción con desajustes T : C y T 6: T ; y al menos 10 veces la tasa de reducción con desajustes A : A, G : A, A : G, G : G, y C : C. Ayyadevara y colegas, que realizaron ciertos experimentos en el año 2000 variaron sistemáticamente tanto el extremo terminal 3' y los nucleótidos de los penúltimos cebadores, todo ello bajo condiciones de relativamente alta rigurosidad. Su estudio indica que los cebadores que terminan Adenina son moderadamente inferiores a los que terminan en otros nucleótidos.
La PCR-ARMS está basada en el mismo principio que ASO (Allele Specific Oligonucleotide): la utilización de oligonucleótidos específicos para la secuencia normal y para la secuencia mutada; en la PCR-ARMS estos oligonucleótidos son cebadores de PCR. Se diseñan, por tanto, dos reacciones de PCR que comparten un mismo cebador común pero se diferencian en que un cebador amplificará solo el alelo normal, mientras que el otro cebador amplificará solo el mutado. Dada la rapidez y sencillez de la PCR, esta técnica está desplazando cada vez más a la técnica de ASO.
Dicho de otra forma, una PCR ARMS estándar consiste en dos reacciones complementarias (dos tubos) y utiliza 3 cebadores. Un cebador es constante y complementarios a la plantilla en ambas reacciones, los otros cebadores difieren en sus extremos 3' y son específicos para la secuencia de ADN de tipo normal o la secuencia mutada en una base dada. Los productos de PCR se separan por electroforesis a través de un gel de agarosa que contiene bromuro de etidio. Si la muestra es homocigótica para el alelo normal u homocigótico para el alelo mutante, solo se producirá solo en uno de los tubos, si la muestra es heterocigótica se verá en ambos tubos.
ARMS es un método basado en la Reacción en Cadena de la Polimerasa, que utiliza cebadores específicos para el alelo normal o el alelo mutante. En este método, un cebador de oligonucleótido con un extremo de triple complementaria a la secuencia de una mutación específica, junto con un cebador común se utiliza en una reacción de PCR. En paralelo, un cebador normal correspondiente, junto con un cebador común se utiliza en otra reacción PCR. La presencia de un producto amplificado en la primera reacción indica la presencia de la mutación mientras que su ausencia indica la presencia de la secuencia de ADN normal en ese sitio específico. En la segunda reacción, la presencia de un producto amplificado indica la presencia de una secuencia de ADN normal en ese sitio específico, mientras que su ausencia indica presencia de la mutación. Se pueden separar los resultados de una PCR-ARMS en un gel de agarosa al 2 o 3%.

### Diseño de cebadores
Como regla general para el diseño de cebadores de una PCR-ARMS, se debe tratar de implementar el desajuste en el segundo nucleótido en la primera instancia y probar la cartilla de la especificidad y la generación de producto. La posición de la desigualdad puede ser alterado si el primario no funciona, o la fuerza de la falta de coincidencia aumenta si se observan bandas inespecíficas. Según Little, S. en Current Protocols in Human Genetics, y como se ha mencionado anteriormente, los desajustes pueden ser: máximos, GA, CT, TT; fuerte, CC; medio, AA, GG; Débil, CA, GT; ninguno, AT, GC.
Una prueba de ARMS típica para una sola mutación se compone de dos amplificaciones de la misma mezcla de reacción utilizando el mismo ADN genómico como sustrato. Los resultados de los productos de amplificación a partir del cebador específico y su par de cebadores (cuando la mutación está presente en el ADN genómico) y los otros resultados de la amplificación de dos cebadores que generan un fragmento de control en todos los casos. La generación de un producto de control indica la mezcla de reacción y que el termociclador está funcionando de manera óptima. La estrategia consiste en la detección de las mutaciones comunes en el país de origen étnico del paciente en primer lugar y luego para la detección de las mutaciones más raras. Después de lo cual, las mutaciones no caracterizadas son identificadas por secuenciación genómica.
Los cebadores para el diagnóstico de los alelos normales para muchas mutaciones se enumeran en diversos artículos publicados en revistas científicas. En los últimos años se ha visto un aumento exponencial en la generación de bibliografía de este tipo.

### Condiciones
Generalmente se utilizan 20 µl de volumen final de reacción de PCR. El volumen de reacción se compone de 0,5 microgramos de la plantilla de ADN, 0,01 g de cada uno de los cuatro cebadores (2 cebadores de control, 1 cebador común, y 1 mutante / cebadores para la reacción normal / mutante), 0,5 unidad de Taq ADN polimerasa y 0,2 mM de cada dNTP en una solución de tris-C1 10 mM, MgCl2 50 mM y espermidina 1 mM. El régimen de ciclo térmico consistió en 30 ciclos de: precalentamiento a 94 °C durante 2 minutos, desnaturalización a 94 °C durante 1 minuto, se permite la hibridación variable y la extensión a 72 °C durante 1 minuto.

## Método
El método descrito por los grupos de investigadores que en 1989 describieron la PCR-ARMS, involucra los siguientes pasos: la preparación de ADN, ADN genómico aislado a partir de células de sangre periférica; amplificación de oligonucleótidos, la amplificación y la secuenciación refractarios; los cebadores comunes cuyas secuencias fueron D (CCCACCTTCCCCT CTCTCCAGGCAAATGGG), d (GGGCCTCAGTCCCAACATGGCTAAGAGGTG), d (TGTCCA CGTGAGCCTTGCTCGAGGCCTGGG) y D (GAGACTTGGTATTTTGTTCAATCATTAAG); así como los cebadores para el control interno, un fragmento de 510 pares de bases de un exón del gen de la apolipoproteína B humana se utilizó sin purificación adicional. Los cebadores de secuenciación para la caracterización inicial de los alelos fueron los descritos anteriormente; caracterización de los alelos por PCR y secuenciación directa, donde los alelos mutantes y normales de la AAT S y Z fueron confirmados mediante amplificación por PCR, las secuencias diana se amplificaron en un volumen de reacción que contenía ADN genómico, desoxiadenosina trifosfato (dATP), desoxicitidina trifosfato (dCTP), trifosfato de desoxiguanosina (dGTP) y trifosfato de timidina (TTP), cada uno a 1,5 mM, así como 67 mM de Tris-HCl (pH 8,8), sulfato de amonio 16.6mM, cloruro de magnesio a una concentración de 6,7 mM, 2-mercaptoetanol, EDTA y cada cebador de amplificación. Las muestras fueron calentadas a 100 °C durante 5 minutos para desnaturalizar el ADN. Dos unidades de Thermus aquaticus de ADN polimerasa (Taq) se añadieron a cada muestra. Las muestras se cubrieron con aceite mineral ligero, después se calentó a 600 °C durante 4 minutos para la primera ronda de la síntesis de ADN. Los ciclos posteriores consistieron en una etapa de desnaturalización de 2 minutos a 92 °C y una etapa de síntesis de la hibridación del cebador y el ADN combinado a 60 °C durante 4 minutos. La secuenciación directa de los productos de PCR fue como se describió anteriormente.
En el 2001, se propuso por un grupo de investigadores que para la identificación de beta-talasemia, las muestras de sangre fueran conservadas en EDTA, así como la toma de muestras de vellosidades coriónicas o de fluido (CVS) se obtuviera de seleccionados al azar de pacientes diagnosticados clínicamente con beta-talasemia menor. Que se extrajera el ADN de las muestras con el fin de llevar a cabo una PCR-ARMS. Después de la extracción del ADN, las reacciones de PCR se establecieron en dos tubos separados para cada muestra. Un tubo de ensayo para la amplificación del cebador de ARMS normal y el segundo para la amplificación del cebador de ARMS mutante.
Actualmente, el método propuesto para preparar y realizar un Sistema de Mutación Refractario a la Amplificación por PCR es el siguiente:
1. Preparar una mezcla de reacción (4 ml) que comprende de: 0,5 ml de 10x de la solución amortiguadora de PCR ARMS, 1,25 ml de 1,35 mM de la mezcla de dNTPs y 2,65 ml de agua destilada estéril
2. Poner 20 µl de la mezcla de reacción en un tubo de PCR de 0.5 mL.
3. Añadir 1 µl de cada cebador (1 unidad de DO / ml).
4. Añadir 0,05 ml de Taq ADN polimerasa (5U / l).
5. Cuando se realiza más de una prueba, el cebador y la enzima se pueden mezclar juntos en un tubo separado antes de la adición a la mezcla de reacción. Esto disminuye los errores de pipeteado cuando se utilizan grandes cantidades.
6. Añadir 1 µl de ADN genómico (100 ng / l).
7. Superposición con 25 µl de aceite mineral.
8. Mix, centrífuga y poner en el termociclador.
9. Amplificar durante 25 ciclos como sigue: 1 min a 94 °C / 1 min a 65 °C / 1,5 min a 72 °C con un periodo de extensión final de 3 minutos a 72 °C después del ciclo número 25.
10. Retirar los tubos del termociclador y añadir 5 µl de colorante azul. Mezclar y centrifugar.
11. Cargar una alícuota de 20 µl en un gel de agarosa al 3% y correr a 100 V durante aproximadamente 45 min en TBE.
12. Teñir el gel en una solución de bromuro de etidio (0,5 mg / ml) durante 15-30 minutos
13. Visualizar bandas en una caja de luz UV (312 nm)
14. Fotografiar con un sistema de cámara electrónica o una cámara Polaroid CU-5 equipado con un filtro naranja ( por ejemplo Wratten 22A).

Para la T-ARMS-PCR se hizo lo siguiente:
ADN genómico fue extraído de 0,2 ml de muestras de sangre periférica frescas mediante el uso de la WizardH Genomic DNA Purification Kit (Promega) según las instrucciones del fabricante. muestras de ADN extraídas tenían una concentración final que oscila desde 55 hasta 365 ng / mL.
Para superar las limitaciones de los métodos estándar multiplex PCR Arms- T, el método propuesto se ha optimizado en términos de diseño de la cartilla, las condiciones de los ciclos de PCR y en la utilización de cebadores quiméricos y estrategia de TSP, tal como se describe en nuestros informes anteriores en la detección del virus de la gripe de pies y manos y la boca humana asociada agentes patógenos. Se utilizaron un total de 24 cebadores quiméricos cada uno consiste en una secuencia específica de gen con una secuencia de etiqueta universal en el extremo 59. Las porciones de genes específicos de los primers fueron diseñados de acuerdo con los requisitos de la T-ARMS-PCR. La especificidad de los cebadores específicos de alelo es conferido por la identidad del terminal 39 nucleótidos ya sea con el de tipo salvaje o el alelo mutante, la especificidad se incrementa por la introducción de una falta de coincidencia deliberada en la posición -1 de la 39-terminal. Un par de cebadores universales y seis juegos de T-Arms- PCR cebadores quiméricos fueron utilizados para la amplificación. Las secuencias de cebadores detalladas y las concentraciones de trabajo para cada SNP fueron enumerados.
El genotipado de los polimorfismos ensayados se realizó mediante amplificación por PCR multiplex y análisis de fragmentos. Seis juegos de cebadores T- ARMS-PCR para la amplificación de doce fragmentos de diferentes tamaños se combinaron en un solo 20 ml de volumen de reacción, que también contenían 10 ml de mezcla maestra kit Qiagen Multiplex PCR, 50-100 ng de ADN genómico, y las concentraciones de cada cebador optimizado. Multiplex PCR se realizó utilizando Bioer LifePro termociclador. Una PCR (TSP) protocolo interruptor de temperatura optimizada, que utiliza cuatro temperatura de hibridación diferente se realizó como sigue: etapa de desnaturalización inicial de 95 °C de 10 min, 3 ciclos de 95 °C durante 30 s, 60 °C durante 30 s, y72°C durante 45 s, 10 ciclos de 95 °C durante 30 s, 58 °C durante 30 s, y 72 °C durante 45 s, 20 ciclos de 95 °C durante 30 s, 68 °C durante 30 s, y 72 °C para 45 s, 15 ciclos de 95 °C for 30 s, 55 °C por 30 s, 72 °C por 45 s, seguidos por un ciclo final de extensión a 72 °C durante 10 min, y después se deja enfriar a 4 °C. Los productos de PCR múltiplex se separaron por ADN QIAxcelH cartucho de gel de alta resolución (Qiagen) en el sistema de QIAxcel (Qia- gen). ADN Tamaño de marcador de 25 a 450 pb (Qiagen) y alineación de marcador 15 pb / 500 pb (Qiagen) se utilizaron en cada QIAxcel se ejecuta y se determinó el tamaño de los productos mediante el software ScreenGel (Qiagen). Debido a que cada uno de los amplicones era de una longitud diferente, se detectaron los alelos sobre la base de los patrones de tamaños de pico. Un total de 186 muestras también fueron secuenciados en paralelo con un ABI 3130 Genetic Analyzer (Applied Biosystems, EE. UU.) de acuerdo con el protocolo BigDye versión 3.1 Terminación de Invitrogen Corporation (Shanghái, China) para confirmar los resultados T- múltiplex ARMS-PCR utilizando el cebadores externos que figuran para cada SNP.                                                                    
Un total de 186 muestras se tipificaron con un ensayo T-Arms- PCR multiplex y también escribe en paralelo con la secuenciación directa para evaluar la exactitud y la eficiencia del ensayo. Todos los productos de PCR fueron bien resueltos y dimensionadas por CE y ScreenGel, permitiendo la fácil identificación de los diferentes genotipos. Dos de las 186 muestras tenían once amplicones únicos, es decir, aquellos pacientes que tienen un solo SNP homogénea entre los seis loci analizados. imagen gel de estas dos muestras electroferograma y muestran que CE en QIAXEL puede separar claramente un máximo de 11 fragmentos en una muestra. La precisión de múltiples análisis de PCR de una muestra se confirmó por secuenciación directa. tamaños de los fragmentos determinados por la CE basada QIAXEL se enumeran. Leer las longitudes eran de 2 a 10 pb más grande que los esperados, pero esto no interfirió con la determinación de los alelos. Heterocigotos y homocigotos fueron asignados de forma inequívoca a partir de los perfiles de CE. No se observó reacción cruzada. Los genotipos obtenidos a partir del ensayo multiplex eran en 100% de acuerdo con la secuenciación directa.

## Materiales
dNTP
"Sume 50 µl de una solución 100 mM de cada dNTP y 3,8 ml de agua destilada. El dNTP de la solución madre a 1,25 mM se debe almacenar en alícuotas congeladas".
Cebadores
"50 mM de KCl, 10 mM Tris-HCl (pH 8,3 a temperatura ambiente), MgCl2 1,5 mM, 100 mg / ml. Un amortiguador a 10x puede ser preparado mediante la suma de 0,5 ml de 1 M Tris-HCl (pH 8,3 a temperatura ambiente), 1,25 ml de 2 M KCl, 75 l de 1 M de MgCl2, 5 mg y 3.275 ml de agua destilada . La reserva de estabilización se calienta a 37 °C hasta que se disuelve y luego se congela en alícuotas".
Taq polimerasas
"Las sugeridos son las siguientes, AmpliTaq Gold (PE Biosystems) que funciona mejor para pruebas de digestión ARMS-PCR / RE y Platinum Taq (Gibco Life Technologies) para Gap-PCR. (EDTA Tris-borato (TBE) tampón: 89 mM Tris-borato, 89 mM ácido bórico, 10 mM EDTA pH 8,0)".

## Optimizaciones
El diseño y la optimización de los protocolos de ARMS-PCR es hecha en función de la secuencia diana y las diferencias de nucleótidos que definen los alelos. Además de los desajustes entre el nucleótido del extremo 3’ del cebador y la diana, solo los desajustes deberían incorporarse en varias posiciones del extremo 3’. Aparte de las consideraciones teóricas relativas a la posición terminal 3’ de los cebadores específicos para alelos, el diseño y optimización de los cebadores para ARMS-PCR sigue las mismas consideraciones utilizadas para cualquier otro tipo de PCR. Los cebadores se eligen para tener temperaturas de fusión teóricas (Tm) comparables; las longitudes de los cebadores son generalmente de 20 nucleótidos o más, aunque la longitud es menos importante que la Tm; los cebadores no deben tener secuencias auto-complementarias de 4 nucleótidos o más, ni deben tener más de 4 nucleótidos de complementariedad entre sus extremos 3’.
Como con cualquier estrategia basada en PCR, los resultados falsos negativos pueden ser el resultado de la presencia de polimorfismos que han tenido un impacto negativo en la hibridación del cebador y / o en la amplificación. Este problema potencial puede ser superado por la orientación de la cadena opuesta para la amplificación, o mediante la incorporación de un nucleótido degenerado en el cebador.
Para identificar mutaciones individuales con ARMS-PCR, las condiciones de la PCR se pueden establecer mediante la titulación de la concentración de MgCl2 y / o cambiar las concentraciones del cebador a la temperatura de amplificación constante. Para ARMS multiplex, el primer paso es optimizar las condiciones de PCR para la detección sensible y específica de cada alelo. El objetivo es definir los parámetros de los ciclos de PCR y la concentración de MgCl2 en las que todos los alelos se amplifican de una manera eficiente y específica. Puede ser necesario volver a diseñar uno o más pares de cebadores para lograr la amplificación específica de alelo bajo un conjunto de condiciones de PCR. Una vez se han establecido los parámetros de la PCR, los pares de cebadores se pueden combinar para evaluar el rendimiento del ensayo ARMS-PCR múltiple. Las concentraciones del cebador deben ajustarse de tal manera que cada uno de los alelos se amplifique en un grado comparable. La especificidad del ensayo de ARMS-PCR debe ser evaluada utilizando muestras de los controles normales y de los portadores conocidos de las mutaciones. La especificidad también se puede probar utilizando diluciones seriadas de ADN mutante mezclado con ADN normal (por ejemplo, mutante: normal = 1: 1, 1: 2, 1: 4, 1: 8, etc.); la amplificación uniforme y específica de cada alelo puede requerir manipulación adicional de los parámetros de ciclación o la concentración de uno o más reactivos (cebadores, Taq polimerasa, MgCl2).

### ARMS-PCR múltiple
Muchos trastornos genéticos se caracterizan por un pequeño número de mutaciones comunes que representan una proporción significativa y, en algunos casos, la mayoría de los alelos mutantes representadas en una población dada. Una vez que se ha establecido el espectro de mutaciones y las frecuencias de los alelos individuales, la PCR-ARMS se puede utilizar para la detección de manera simultánea de las mutaciones más comunes. En la práctica, los ensayos multiplex pueden ser desarrollados para la detección de cuatro a seis mutaciones diferentes un solo tubo de PCR.

### T-ARMS-PCR
El sistema de mutación refractario a la amplificación por PCR con tetra-cebadores (T-ARMS-PCR) es un método rápido y económico para el análisis de polimorfismos de un solo nucleótido (SNP), requiriendo solo la amplificación por PCR y la posterior electroforesis para la determinación de genotipos. Para mejorar el rendimiento y la eficiencia de la T-ARMS-PCR, se puede combinar la T-ARMS-PCR con una estrategia quimérica de interrupción de temperatura basada en los iniciadores o cebadores de PCR (TSP) y asimismo se puede utilizar la electroforesis capilar (CE por sus siglas en inglés) para la separación e identificación de los resultados de la amplificación o “amplicones” como comúnmente se denominan. En el 2013, algunos investigadores evaluaron este proceso en el genotipado simultáneo de cuatro tipos de cáncer de mama y dos relacionados con el riesgo de cáncer de cuello uterino, todos relacionados con algunos SNPs.
Un total de 24 cebadores T-ARMS-PCR, cada uno etiquetado con una secuencia universal en el extremo 5’ y un par de cebadores universales, fueron agrupados para amplificar los 12 alelos de 6 SNPs en 186 muestras de sangre de mujeres que fungirían como controles. También se realizó una secuenciación directa de todas las muestras para evaluar la exactitud de este método.
De las 186 muestras se pudieron producir hasta 11 amplicones en una sola PCR y ser separados por Electroforesis Capilar. Los resultados de genotipado con la T-ARMS-PCR múltiple estaban en completa concordancia con la secuenciación directa de todas las muestras. Este nuevo método de T-ARMS-PCR múltiple es el primer método reportado que permite determinar el genotipo de seis SNPs en una sola reacción sin ningún tratamiento post-PCR distinta de la electroforesis; este método es fiable, rápido y fácil de realizar.
El papel de los polimorfismos de un solo nucleótido (SNP) es el de contribuir a la variabilidad entre individuos, a veces haciéndolos susceptibles al cáncer, el crecimiento del tumor y la tasa de metástasis, así como en la eficacia del tratamiento y las respuestas secundarias a los medicamentos. Entre los muchos métodos que se han desarrollado para determinar el genotipo de los SNPs; el sistema de mutación refractario a la amplificación por PCR con tetra-cebadores (T-ARMS-PCR) ha demostrado ser rápido, simple y económico.  A través de la combinación de dos cebadores externos y los dos cebadores internos específicos para algún alelo, la genotipificación requiere solo una PCR seguida de una separación por electroforesis. La incorporación de una T-Arms- PCR múltiple, con ocho cebadores en una PCR hace capaz la detección de manera simultánea de dos mutaciones.
Por otro lado, la hibridación quimérica múltiple por PCR añade una etiqueta universal de 59 nucleótidos a la secuencia de cebadores específicos para varios objetivos, se ha utilizado para mejorar el rendimiento y la eficiencia de la reacción en cadena de la polimerasa. dando buenos resultados. Con su alta eficiencia en la detección de decenas de diferentes productos de PCR en una reacción, el uso de un cebador quimérico para PCR con frecuencia se ha utilizado en la cuantificación de ARNm y la detección de patógenos.
El cáncer de mama y el cáncer cérvico-uterino se han convertido en los cánceres más frecuentemente diagnosticados y las principales causas de muerte por cáncer entre las mujeres. Estudios recientes demuestran que las variantes somáticas en regiones de susceptibilidad están asociados con la probabilidad de ocurrencia de cáncer de mama y cánceres ginecológicos.
Algunos SNPs fueron escogidos para un estudio que se hizo sobre las asociaciones genéticas reportadas con estos tipos de cáncer y que tiene una alta prevalencia en las poblaciones asiáticas. Se seleccionaron cuatro variantes de baja penetrancia para la predicción del riesgo de cáncer de mama: rs4784227 SNP y rs3803662 se encuentran en el TOX3 un factor de transcripción; rs1219648 se encuentra dentro de FGFR2, que contribuye al crecimiento celular, la invasión, la motilidad y la angiogénesis; rs889312 está dentro de MAP3K1, que está vinculada a la respuesta celular a los mitógenos. Se seleccionaron dos variantes asociadas con el riesgo de cáncer cérvicouterino o de ovario. rs750749 SNP es un polimorfismos en CD83, que está implicado en el reconocimiento inmune y la presentación de antígenos; rs749292 en CYP19A1, que desempeña un papel clave en la biosíntesis de estrógenos.
En este trabajo, se describe un nuevo múltiplex T-ARMS-PCR que permite el genotipado simultáneo de 6 SNPs (rs4784227, rs3803662, rs1219648, rs889312, rs750749 y rs749292) asociado con cánceres de mama y ginecológicos en un solo tubo utilizando 24 quimérico cebadores y un par de cebadores universales el uso de cebadores quiméricos y una estrategia de interruptor de temperatura PCR (TSP) se combinaron con T-ARMS-PCR para optimizar los parámetros de amplificación y mejorar el rendimiento de SNP genotipado. La combinación de estas diferentes técnicas de genotipificación de- muestra por primera vez la capacidad de tetra-primer ARMS-PCR para detectar de forma fiable y eficiente seis SNPs en una sola reacción. Desde hace más de 10 productos de PCR con longitudes diferentes deben ser identificados, electroforesis capilar (CE) se utiliza en lugar de la electroforesis en gel de agarosa.
El estudio hecho sobre la prevalencia de ciertos tipos de cánceren la población asiática, habla de que de acuerdo con los monitoreos recogidos en los centros de salud comunitarios en Wuhan, China en 2011 un gran porcentaje de la población presenta polimorfismos de un solo nucleótido asociados a estos.
Métodos que permitan el bajo costo de la determinación rápida y fiable de los SNPs están generando un creciente interés ahora que vamos encaminados a la era de la medicina personalizada. Es ampliamente reconocido que el uso de la información de múltiples genotipos de SNPs proporciona una evaluación del riesgo más precisa que la predicha por el riesgo de un alelo único, por lo tanto, algunos métodos capaces de identificar múltiples genotipos, tales como MALDI-TOF (espectrometría de masas) y basado en la hibridación o a base de enzimas se han utilizado métodos. Sin embargo, estos métodos requieren equipo especial costoso, como los espectrómetros de masas o tardan mucho tiempo después de la operación.
El método de ARMS-PCR con tetra-cebadores se ha convertido en uno de los métodos más comúnmente utilizados para el genotipado de SNP. Solo se requiere equipo de biología molecular regular y elimina la necesidad de hibridación o reacciones enzimáticas adicionales. Aunque se han reportado métodos tríplex y cuádruplex de PCR, se hace un uso limitado de múltiplex T-ARMS-PCR en la determinación del genotipo debido a dos limitaciones clave. En primer lugar, la probabilidad de encontrar cebadores con temperaturas de fusión emparejados cae drásticamente cuando se trata de combinar la detección de varios SNPs en una sola reacción. En segundo lugar, la piscina que resulta de los amplificados requiere suficientes intervalos de longitud entre bandas vecinas en la electroforesis para facilitar la separación. Mediante la combinación de T-ARMS-PCR con una estrategia quimérica basada en los iniciadores de temperatura de activación PCR eludimos en gran medida estas limitaciones. Nuestro método demuestra por primera vez la capacidad de tetra-primer ARMS-PCR para detectar fácilmente seis SNPs en una sola reacción.

Es notable que la intensidad de la banda pueden ser objeto de varios factores, incluyendo la calidad del ADN genómico y PCR calidad de los reactivos; se ha encontrado que 50 a 100 ng / ml de ADN es óptima para proporcionar bandas suficientemente clara y brillante con el fondo mínima (datos no mostrados). Además, a diferencia de la mayoría de otros métodos informó T-ARMS-PCR, una falta de coincidencia deliberado en la posición -1 de la 39 terminal se incorporó en ambos cebadores internos y era suficientemente específico para la detección diferencial de dos alelos para cada SNP. Debido a la limitación de tamaño de la discriminación entre los productos de PCR, diseño de cebadores de PCR puede ser restringido en cierta medida, hacer múltiples T-ARMS-PCR difícil de escribir los SNPs que se encuentran más cerca que 20 pb de la otra. Dos claras ventajas del método ARMS-PCR múltiple son el corto tiempo de ensayo y los bajos costos, incluso para ensayar un gran número de muestras. El método propuesto, solo que incluya la PCR convencional con un CE, puede llevarse a cabo antes de 3,5 horas con un mínimo esfuerzo práctico. Después de la extracción de ADN genómico, los pasos posteriores se pueden completar en un solo tubo de reacción, lo que permite el análisis de múltiples muestras listo en una única prueba para cribado de alto rendimiento. Este ensayo consume solamente reactivos de PCR estándar y cartuchos de electroforesis; los costos en este estudio fueron solo 2 US $ para la detección simultánea de seis SNPs por muestra. Para nuestro conocimiento, el método propuesto es el primero en detectar seis SNPs en una única reacción usando tetra-primer ARMS-PCR. El nuevo método multiplex tetra-primer ARMS-PCR desarrollada en este estudio tiene un potencial significativo para ser ampliamente aplicable tanto en entornos comerciales y clínicas para la detección de múltiples SNPs.

### q-ARMS-PCR
La leu A3243G ARNmt mitocondrial (UUR) es un punto de mutación que puede causar miopatía mitocondrial, encefalopatía, síndrome de acidosis láctica y episodios de ictus (MELAS), el trastorno de ADN mitocondrial más común, y también se encuentra en los pacientes con diabetes de herencia materna y síndrome de sordera (EDIM). Para correlacionar la manifestación de la enfermedad con las cargas de mutación, es necesario medir el porcentaje de la mutación A3243G en el ADNmt.
Para cuantificar de manera fiable las bajas proporciones del ADNmt mutante, hemos desarrollado un sistema de mutación refractario a amplificación por PCR cuantitativo en tiempo real (ARMS-qPCR). Hemos validado el método con muestras experimentales que contienen proporciones conocidas de A3243G mutante ADNmt generados mediante la mezcla de cantidades conocidas de ADN de plásmido clonado que contiene ya sea el de tipo salvaje o las secuencias mutantes.
Se encontró un coeficiente de correlación de 0,9995 entre los valores esperados y observados para las proporciones de A3243G mutante en las muestras experimentales. Evaluación de un total de 36 muestras de ADN de pacientes demostró resultados consistentes entre la PCR de restricción polimorfismo de longitud de fragmento de análisis (RFLP) y en ARMS-qPCR. Sin embargo, el último método fue mucho más sensible para la detección de bajos porcentajes de heteroplasmia mutante. Tres muestras contenían mutaciones de oligonucleótidos-detectable pero RFLP-indetectable específicos de alelo.
El método en tiempo real ARMS-PCR cuantitativa proporciona un rápido, de un solo paso de detección cuantitativa y fiable de mutante heteroplasmic ADNmt.
En los ARMS-PCR de PCR, el cebador inverso (5'-TGGCCATGGGTATGTTGTTA-3 ') era en las posiciones de nucleótidos 3319-3300 para la amplificación de ambos de tipo salvaje ADNmt y la mutación A3243G. Los cebadores directos para el análisis de RT ARMS-PCR de la mutación A3243G se enumeran. Los números corresponden a las posiciones de nucleótidos en GenBank adhesión no. NC001807 y la base de datos MITOMAP (2). Originalmente, una falta de coincidencia en la posición de nucleótido penúltima del sitio de mutación se introdujo en los cebadores directos para aumentar la especificidad de la reacción ARMS basado en los principios descritos por Newton. Sin embargo, la especificidad no era suficiente, y no había señales de fondo en 0% mutante. Dos desajustes en los dos nucleótidos inmediatamente 5 'al sitio de la mutación A continuación, se introducen, que mejora en gran medida la especificidad. Por lo tanto, se utilizaron cebadores modificados hacia adelante desde el conjunto B de este estudio. En el sitio de la mutación, la imprimación de tipo salvaje que contiene una "A" sería conjuntar con la secuencia diana de tipo salvaje, pero sería una falta de coincidencia débil "AC" con la secuencia diana mutante. Del mismo modo, el cebador mutante que contiene una "G" sería una combinación perfecta con la secuencia diana mutante, pero sería una falta de coincidencia débil "GT" con la secuencia diana de tipo salvaje. Por lo tanto, se espera que la introducción de un fuerte desajuste CC en la penúltima de nucleótidos para aumentar la especificidad de imprimación.

### RT-ARMS-q-PCR
El ensayo RT-qPCR ARMS se realizó por triplicado para cada tipo salvaje y la secuencia diana mutante. La mezcla de 20-l de reacción de PCR contenía 1 × Platinum SYBR Green qPCR SuperMix UDG (Invitrogen), 500 nM de cada cebador, tinte Rox, y ~ 4 ng de extracto de ADN genómico total, de acuerdo con las instrucciones del fabricante. En tiempo real las condiciones de PCR fueron 2 min a 50 °C y 10 min a 95 °C, seguido por 45 ciclos de desnaturalización durante 15 s a 95 °C y el recocido / extensión durante 60 s a 63 °C. colorante SYBR Green se une al surco menor del ADN de doble cadena y aumenta la intensidad de las emisiones fluorescentes, mientras que los amplicones se producen en cada ciclo de amplificación. Las intensidades de la señal fluorescente se registraron y analizaron durante la PCR en un sistema 7700 detector de secuencias ABI Prism (Applied Biosystems) utilizando el software SDS (Ver. 1.91). curvas de disociación para los amplicones se generaron después de cada carrera para confirmar que el aumento de la intensidad de fluorescencia no eran atribuibles a las señales no específicas (dímeros de cebadores). El aumento de la señal fluorescente está asociado con un crecimiento exponencial de producto de PCR durante la fase lineal-log. El ciclo umbral (C ^ sub T ^) es el ciclo en el cual se detecta primero un aumento significativo en el producto de reacción. Cuanto mayor sea la cantidad inicial de ADN, se detecta el producto en menos tiempo acumulado en el proceso de la PCR y la parte baja de la C ^ sub t ^ valor. Por lo tanto, el C ^ sub T ^ valores dentro de la fase de aumento exponencial lineal se utilizan para medir los números originales de copia de la plantilla de ADN y para construir la curva de calibración. Si una muestra contenía> 100 000 o <100 copias sobre la base de la C ^ sub T ^, el ensayo se repitió a una dilución mayor o menor del extracto de ADN de manera que la medición caería dentro de un rango de números de copias de ADN lineal.

### ARMS-Scorpion
El objetivo de un estudio fue el de comparar el test de KRAS sensibles y con control de calidad con la secuenciación directa y para evaluar el impacto en la toma de decisiones de tratamiento.
Se analizó el ADN genómico aislado de las muestras incluidas en parafina fijado en formol por secuenciación directa y un sistema de ensayo de ARMS-Scorpion (ARMS / S). El cetuximab se administró a los pacientes identificados como de tipo salvaje (WT) KRAS mediante secuenciación directa. Los efectos terapéuticos se evaluaron en función de su estado de KRAS como se determina por ARMS / S.
Entre los 159 pacientes, la tasa de mutación general se determinó que era 37,0% por secuenciación directa y 44,0% en los ARMS-PCR / S. Para los pacientes diagnosticados como WT por secuenciación directa y tratados con cetuximab (n = 47), se observó una tasa de respuesta del 16,0% para 38 pacientes ARMS-PCR / S WT, mientras que 9 ARMS-PCR / S mutante (MUT) pacientes no respondieron. Los ARMS-PCR / pacientes S WT mostraron una mejoría significativa en la supervivencia libre de progresión (SLP) y la supervivencia global (SG) en comparación con los ARMS-PCR / pacientes S MUT (PFS mediana de 5,0 vs 1,7 meses, promedio de riesgo (HR) = 0,29, p = 0,001; La mediana de SG 12,1 vs 3,8 meses, HR = 0,26, p = 0,001). El test de KRAS sensibles y con control de calidad puede proporcionar una mejor capacidad de predicción para determinar la eficacia de los anticuerpos del factor de crecimiento anti-epidérmicos .

### ARMS-PCR con hexa-cebadores
El sistema de mutación refractario a la amplificación por PCR con tetra-cebadores (TARMS-PCR) es un método de genotipificación sencillo y barato para la diferenciación de los dos alelos de un polimorfismo / mutación (polimorfismos y pequeñas inserciones / deleciones) con un único tubo de PCR. En T-ARMS-PCR, un par de cebadores comunes (exteriores) produce un amplicón de control inespecífico de alelo y en combinación con los cebadores 2 alelo-específicos (interior) (diseñado para hibridarse en la orientación opuesta) produce 2 amplicones específicos de alelo. Por lo tanto, los amplicones se pueden separar por electroforesis en gel estándar. T-ARMS-PCR también ha sido diseñado de un modo multiplex para el genotipo más de un polimorfismo / mutación por un único tubo de PCR. Se describe una T-ARMS-PCR múltiplex modificada, el hexaprimer ARMS-PCR (H-ARMS-PCR), que es para cuando están cerca de 2 polimorfismos en la secuencia. H-ARMSPCR utiliza solo 6 cebadores y proporciona información directa sobre la estructura de haplotipos.
El gen CTLA4 (citotóxico proteína asociada a Linfocitos T 4, también conocida como CD152) es un regulador negativo de la función de las células T. Los polimorfismos CTLA4 -318 C> T (rs5742909) y 49 A> G (rs231775) están asociados con la susceptibilidad a enfermedades autoinmunes y cáncer.
Para determinar el genotipo de estos 2 polimorfismos, que solo son 365 pb de separación, en la región 5 'del gen de CTLA4, se diseñó un H-ARMS-PCR que combina un único par de cebadores comunes y 2 pares de cebadores alelo-específicos en el mismo tubo.
La reacción de PCR (25 µl) contenía 200 desoxinucleósidos trifosfato mol / l, 100 ng de ADN genómico, 1,25 U de HotStarTaq ADN polimerasa con su buffer y los siguientes cebadores a las concentraciones indicadas: - 318fo, 5'CAATGAAATGAATTGGACTGGA TG-3 '(0,5 mol / L); + 49ro, 5'-TA CAGAGCCAGCCAAGCCAGATT3 '(0,8 mol / L); -318fi (C), 5'-CTC CACTTAGTTATCCAGATCGTC-3 '(2,5 mol / L); -318ri (T), 5'-AC TGAAGCTTCATGTTCACTCrA-3 '(0,5 mol / L); + 49fi (a), 5'-GCACA AGGCTCAGCTGAACCTGGATA3 '(0,1 mol / L); y + 49ri (g), 5'-ACAGGAGAGTGCAGGGCCAG GTCCTAGC-3 '(0,5 mmol / L).
Las condiciones de ciclación fueron 12 min a 95 °C, seguido de 5 ciclos de 94 °C durante 30 s, 62 °C durante 30 s, y 72 °C durante 45 s; 30 ciclos de 94 °C durante 30 s, 57 °C durante 30 s, y 72 °C durante 45 s; y un ciclo final a 72 °C durante 10 min.
Estamos genotipo tanto el -318 C> T y 49 A> G polimorfismos CTLA4 con este nuevo diseño de H-ARMS-PCR para muestras de 80 individuos que habían sido previamente caracterizado con 3 métodos establecidos: RFLP, PCR, secuenciación directa del ADN, y T-ARMS-PCR  y se observaron discrepancias. Por otra parte, H-ARMS-PCR proporciona un control interno adicional y la información directa sobre la estructura de haplotipos mediante la generación de un amplicón que es específico para 1 de los 4 haplotipos que 2 polimorfismos pueden tener teóricamente. En este caso, el amplicón-haplotipo específico se observa cuando los alelos - 318C y + 49G están en el mismo cromosoma.
Además, la prueba de este enfoque mediante la aplicación de H-ARMS-PCR en la determinación del genotipo de 2 polimorfismos que son 142 pb de separación, en la región no traducida 3 '(UTR) del gen CYP19A1 (citocromo P450, familia 19, subfamilia A, polipéptido 1): rs10046 (C> T) y rs4646 (G> T). CYP19A1 codifica la aromatasa, la enzima responsable de la etapa final de la biosíntesis de estrógenos. polimorfismos CYP19A1 se han asociado con las concentraciones de estrógenos en la mujer y con la susceptibilidad al cáncer de mama y de próstata.
Se utilizó la PCR para analizar estos 2 polimorfismos CYP19A1 en el 3 'UTR en 100 individuos ya que se caracterizan por RFLP PCR y / o secuenciación de ADN directa y observamos no hay discrepancias. Un amplicón-haplotipo específico está presente cuando alelos rs10046C y rs4646T están en el mismo cromosoma. Este H-ARMSPCR se está utilizando actualmente en un ensayo clínico multicéntrico italiano (GIM5) para poner a prueba la posible asociación de polimorfismos CYP19A1 con la eficacia de la terapia adyuvante con un inhibidor de la aromatasa (letrozol) después del tratamiento con tamoxifeno en pacientes posmenopáusicas con cáncer de mama temprano.
Además, genotipo una serie de 40 individuos de ambos polimorfismos CTLA4 y CYP19A1 por análisis de H-ARMS-PCR con diferentes termocicladores (iCyder® por Bio-Rad, Px2® por Hybaid, y PTC0 -100® por MJ Research) y en diferentes laboratorios, y se obtuvieron resultados completamente concordantes, lo que demuestra la robustez y reproducibilidad de este enfoque. Todas las muestras humanas fueron recolectados después se obtuvo el consentimiento informado de acuerdo con el procedimiento institucional.
Hemos demostrado que H-ARMSPCR es una técnica eficaz y robusto para el genotipado de 2 polimorfismos (en un intervalo de aproximadamente 100 a 400 pb) con solo 6 cebadores. Las H-ARMS-PCR pueden trabajar para el genotipado de polimorfismos incluso más alejados o separadas, probablemente dentro de una distancia de aproximadamente 5 kb. Además, al proporcionar información directa sobre un haplotipo definido, H-ARMS-PCR, pueden ser útiles para la identificación de haplotipos potencialmente ambiguos en individuos que son heterocigotos dobles .

## Aplicaciones

### Inmunización
De acuerdo a las noticias procedentes de Kaohsiung, Taiwán, los corresponsales VerticalNews, la investigación indicó, "Un sistema de mutación refractaria a la amplificación múltiple inversa de la reacción en cadena de la polimerasa (RT- ARMS-PCR) fue desarrollado para el diagnóstico diferencial del virus de la leucemia felina vacuna y salvaje (FeLV) de tipo cepas sobre la base de una mutación puntual entre la cepa de la vacuna (S) y la cepa de tipo salvaje (T) situado en el gen p27. Este sistema fue actualizado adicionalmente para obtener un tiempo real de RT-PCR ARMS-PCR (ARMS QRT-PCR ) con un análisis de alta resolución de fusión (HRMA) plataforma ".
Sun Yat: "El genotipado de varias cepas de FeLV se determinó mediante la comparación de las curvas HRMA con la de tipo salvaje definido FeLV (cepa TW1), y los resultados se expresaron como una la confianza porcentual. Los límites de detección de ARMS-PCR de RT-PCR y los ARMS-PCR QRT-PCR combinados con HRMA eran 100 y 1 copias de RNA de FeLV transcrito por 0,5 ml de muestra, respectivamente. No hay resultados falsos positivos se obtuvieron con 6 patógenos no relacionados y 1 felina línea celular. cepas Doce FeLV Taiwán fueron identificados correctamente utilizando ARMS-PCR QRT-PCR combinada con HRMA. los genotipos de las cepas se correspondía con el FeLV genotipo de tipo salvaje cepa definida con la confianza de al menos el 91,17%. Un mayor grado de polimorfismo de secuencia se encuentra en todo el gen p27 en comparación con la larga repetición terminal región ".
"El estudio actual describe la relación filogenética de las cepas FeLV Taiwán y demuestra que el ensayo de ARMS RT-PCR desarrollado es capaz de ser utilizado para detectar la replicación de una cepa de vacuna que no ha sido adecuadamente inactivado, actuando así como un control de seguridad para la calidad de las vacunas de FeLV " .

### Genotipificación
Las PCR-ARMS se pueden utilizar para determinar el genotipo de las muestras para la mutación más común asociada con la hemocromatosis hereditaria (HFE C282Y). Las PCR-ARMS se pueden utilizar para determinar los genotipos para las mutaciones individuales o SNP; es decir, distinguir heterocigotos de los homocigotos. Esto se puede lograr mediante dos ARMS-PCR ensayos separados: uno específico para el alelo mutante y el otro específicas para el alelo normal. Alternativamente, los sistemas de ARMS-PCR de PCR se han desarrollado para el genotipado de un solo tubo de mutaciones o SNPs. El sistema más simple implica la amplificación bidireccional, con el alelo normal amplifica usando una hebra como molde y el alelo mutante amplificado de la cadena complementaria. Los cebadores están diseñados de tal manera que las longitudes de los amplicones pueden ser fácilmente resueltos por electroforesis en gel convencional. Esta estrategia tiene un control positivo incorporado que resulta de la amplificación entre los cebadores más exteriores de los amplicones normales y mutantes.

### Haplotipado
PCR-ARMS-PCR pueden ser utilizados para establecer los haplotipos de los individuos en la ausencia de muestras de los familiares. Esto es particularmente útil para determinar el haplotipo de SNP que se encuentran dentro de las distancias que son susceptibles de amplificación por PCR. Considere el caso de SNPs bi-alélica adyacentes, donde los alelos se designan Aa y Bb. PCR-ARMS-PCR con las cuatro combinaciones posibles de ARMS-PCR de cebadores específicos para los alelos SNP A y B SNP (AB, Ab, aB, ab) pueden ser utilizados.

### PCR-ARMS e hibridación reversa en la detección de mutaciones en beta-thalassemia
La beta-talasemia es la enfermedad hereditaria más común en Irán y durante los últimos 10 años, el sistema de amplificación refractario a las mutaciones (ARMS) y el polimorfismo de longitud de fragmentos de restricción (RFLP) fueron la única técnica molecular utilizada para el diagnóstico de la enfermedad. Aunque existen muchas mutaciones del gen beta-globina en la población multiétnica de Irán, estas técnicas parecen mucho trabajo, mucho tiempo y es caro. Esto nos ha instado a utilizar nuevas técnicas como la hibridación inversa y secuenciación directa de este problema.7
En este estudio, hibridación inversa en paralelo con los ARMS-PCR para la detección de las 10 mutaciones beta-talasemia más comunes y la hemoglobina S en 82 pacientes con diagnóstico clínico de menor importancia beta-talasemia y la mayor.7
A partir de los resultados, de los 82 casos detectables por ambos métodos, 80 tuvieron resultados similares. En comparación a las ARMS-PCR, la hibridación inversa parece ser más fiable, rentable, rápido y aplicable.7
Teniendo en cuenta el amplio espectro de mutaciones beta-talasemia en Irán, una técnica rápida y fiable, como hibridación inversa representa ventajas vitales en comparación con los métodos de diagnóstico tradicionales. De hecho, se recomienda como la técnica de elección que puede ser empleada por el Proyecto Nacional de Talasemia para la detección y el diagnóstico prenatal de la talasemia en Irán.

### Identificación de SNPs comparando PCR-ARMS con PCR-RFLP
La identificación de polimorfismos de nucleótido único (SNP) es ahora posible mediante muchas técnicas, pero la elección de uno de estos métodos para un caso particular representa todo un reto, debido a que el investigador debe tener en cuenta muchos factores.
En este artículo los autores están tratando de presentar un estudio comparativo de dos métodos, que se utiliza actualmente en nuestro laboratorio, para la identificación de polimorfismos SNP: ARMS - PCR (sistema de mutación refractaria a la amplificación) y. Los dos SNPs en el que nos centramos pertenecen al gen VDR humano (gen del receptor de la vitamina D) y son ApaI (un cambio de base G por T en el intrón 8) y Taq I (T por el cambio de base C silenciosa en el codón 352), el nombre de las enzimas de restricción que reconocen estas variaciones. 49
Dado que los resultados obtenidos por los dos métodos se confirmaron por secuenciación directa, concluimos que el método ARMS-PCR es el más adecuado para la detección de los genotipos alternativos determinados por mutaciones de una sola base. La simplicidad de este método lo hace adecuado para el análisis de gran número de muestras, situación que por lo general se cumple en casos y controles y estudios genéticos de población, porque esta prueba es fácil de usar, costo - efectiva y tener una precisión de 99,9%.

### Biopsias clínicas
Se han comparado el análisis de mutación mediante secuenciación de ADN y amplificación refractaria mutación System ™ (ARMS ™) por su capacidad para detectar mutaciones en muestras de biopsia clínicos. Se han evaluado cinco en tiempo real ARMAS ensayos: BRAF 1799T> A, [esto incluye V600E y V600K] y las ANR 182A> G [Q61R] y 181c> A [Q61K] en el melanoma, el EGFR 2573T> G [L858R], 2235- 2249del15 [E746-A750del] en el cáncer de pulmón no de células pequeñas, y compararon los resultados con la secuenciación del ADN de la mutación 'puntos calientes' de estos genes en el tumor incluido en parafina y fijado en formalina ADN (FF-PET). Los ensayos ARMS maximizan el número de muestras que podrían analizarse cuando tanto la calidad y cantidad de ADN fue baja, y mejoraron tanto la sensibilidad y la velocidad de análisis en comparación con la secuenciación. Armas fue más robusta con menos fallos de reacción en comparación con la secuencia y fue más sensible, ya que fue capaz de detectar mutaciones funcionales que no fueron detectados por secuenciación del ADN. La secuenciación del ADN fue capaz de detectar un pequeño número de baja frecuencia mutaciones recurrentes a través de los exones seleccionados que no fueron interrogados usando los ensayos ARMS específicos en estos estudios. La PCR-ARMS fue más sensible y robusto en la detección de mutaciones somáticas definidos que la secuenciación de ADN en muestras clínicas en las que el tipo de muestra predominante fue FF-PET.

### Análisis de mutaciones puntuales
Una aplicación común de PCR-ARMS es la detección de mutaciones puntuales individuales en el ADN. Se diseñan cebadores que preferentemente amplificará el alelo mutante, mientras que ser refractario a la amplificación del alelo normal. Incluido en la mezcla de reacción es un segundo conjunto de cebadores que son específicos para un locus heterólogo que sirve como control positivo para la amplificación PCR. sistemas de agarosa o en gel de poliacrilamida de electroforesis convencionales se utilizan para resolver el amplicón de control desde el amplicón mutante. Dado que la eficiencia de la amplificación es inversamente proporcional a la longitud del amplicón, el amplicón de control debe ser mayor o cerca en tamaño con el amplicón mutante.4
Este ensayo distingue entre las muestras que son positivas para la mutación IVS 8-1 GAEC (homocigotos o heterocigotos) y los que son negativos para la mutación. Esto es suficiente para aplicaciones donde no es necesario distinguir entre los heterocigotos y homocigotos. Para otras aplicaciones, tales como el análisis de mutación para los individuos afectados con un trastorno recesivo, puede ser deseable determinar el genotipo de los individuos que son positivos para la mutación. Esto se puede lograr mediante el cribado de todas las muestras positivas con un segundo ensayo de ARMS-PCR que es específico para el alelo normal y refractario para el alelo mutante. heterocigotos serán positivos para ambos ensayos ARMS-PCR, mientras que los homocigotos serán positivos para el ensayo solo se ARMS-PCR mutante.4
La especificidad de la PCR-ARMS es tal que las piscinas de las muestras pueden ser examinados para identificar a los portadores de mutaciones raras específicas. Este enfoque es capaz de detectar una muestra positiva solo en piscinas de 30 o más muestras.; así como la necesidad de probar un gran número de muestras individualmente para establecer las frecuencias de población para los alelos mutantes individuales. El sistema de amplificación de mutación refractaria (ARMS) es un método sencillo para detectar cualquier mutación que implica cambios de bases individuales o pequeñas deleciones. ARMS se basa en el uso de cebadores de PCR específicos de secuencia que permiten la amplificación de ADN de prueba solo cuando el alelo diana está contenida dentro de la muestra. Después de una reacción ARMS la presencia o ausencia de un producto PCR es diagnóstico para la presencia o ausencia del alelo diana. Los protocolos detallados aquí describen métodos que se pueden utilizar para analizar el ADN genómico humano para una o más mutaciones. El protocolo básico se describe el desarrollo y la aplicación de una prueba de ARMS-PCR por una sola mutación; Protocolo alternativo extiende esta multiplexar ARMS para el análisis de dos o más mutaciones. El Protocolo de Soporte describe un método de extracción rápida de ADN de muestras de sangre o de enjuague bucal que produce ADN compatible con el tipo de pruebas que se describen. ARMS es un método simple para detectar cualquier mutación que implica el cambio de una sola base.51
El polimorfismo de nucleótido único (SNP) puede secuanciarse o genotipificarse, se consideran actualmente como unas herramientas particularmente valiosas para el diagnóstico de diferentes patologías. Por esta razón, en los últimos años una gran cantidad de esfuerzo se ha dedicado al desarrollo de tecnologías precisas, rápidas y rentables para el análisis de SNP. A pesar de que un gran número de enfoques distintos se ha informado cada laboratorio utilice uno de los métodos publicados en función de su capacidad técnica y económica. En este artículo se presenta una aplicación de un ensayo en el local, ARMS-PCR tetra-cabadores, y su aplicación en la genotipificación de SNP. Hemos demostrado que este ensayo podría ser más ventajoso en comparación con la PCR-RFLP, PCR en tiempo real, y la secuenciación del ADN. Hemos demostrado que el ensayo tiene éxito en el genotipado usando tejidos embebidos en parafina archivados, muestras heparinated y líquido amniótico con meconio. Estos ensayos de baja presupuestado (3 $ / reacción) podrían completarse tras 3-4 horas después de la recepción de muestras que permite un tiempo razonable vuelco en el laboratorio. Desde ARMS-PCR tetra-primer ensayo de PCR no requiere ningún equipo especial, el ensayo se podría establecer en la mayoría de los laboratorios de diagnóstico clínico.,

#### Detección de mutaciones comunes en el gen G6PD
La deshidrogenasa de glucosa-6-fosfato (G6PD) es la enzimopatía humano más común. Hasta la fecha, más de 122 mutaciones en el gen de la G6PD se han descubierto, entre los cuales 12 mutaciones puntuales se encuentran en los chinos. Las 2 mutaciones más comunes, G1388A y G1376T, representan más del 50% de las mutaciones que representan diversas regiones y grupos étnicos en China. Configuración de un método simple y preciso para detectar estas mutaciones no solo es útil para el estudio de la frecuencia de los genotipos de G6PD, sino también para la búsqueda de nuevas mutaciones. El propósito de este estudio fue encontrar un método simple, barato y exacto para detectar estas mutaciones comunes. El método de amplificación de sistema de mutación refractaria (ARMS) se utilizó en este estudio. Se investigaron muestras de machos 28 con deficiencia de G6PD. El método de amplificación y la digestión con enzimas de restricción natural y no coincidente se utiliza como un método estándar para evaluar la naturaleza de las mutaciones puntuales. Se encontraron dieciséis casos que llevan la mutación G1388A y 12 de la mutación G1376T. Catorce casos de G1388A y 10 casos de G1376T fueron confirmados por las armas. Cuatro casos no estaban en concordancia con los resultados obtenidos por la digestión con enzimas de amplificación restricción no coinciden. Estos 4 casos fueron luego juzgados por secuenciación directa por PCR en el exón 12. Los datos de secuenciación de ADN apoyaron los resultados obtenidos por las armas. De esta manera llegamos a la conclusión de que las armas es un método rápido, sencillo, económico y preciso para la detección de las mutaciones del gen G6PD más comunes entre los chinos.

#### Detección de mutaciones en MUTYH
Se describe un T-ARMS-PCR para la detección de mutaciones MUTYH, que se asocian con adenomas colorrectales y cáncer colorrectal. Mediante el diseño de cebadores para la T-ARMS-PCR específicos para los ensayos de mutaciones (6 Y165C, G382D, 1395_7delGGA, Y90X, 1103delC, y R231H) seleccionados sobre la base de la frecuencia de su aparición. También hemos diseñado un conjunto de 3 ensayos multiplex de T-ARMS-PCR, cada uno para la detección de 2 mutaciones . Se han probado muestras de ADN de pacientes con poliposis adenomatosa coli atenuado o clásico y no hay mutaciones en la línea germinal APC detectables.
Todas las mutaciones se han detectado fácilmente tanto con los ensayos de T-ARMS-PCR múltiples y específicos. Los resultados se confirmaron por análisis de ADN HPLC en los 54 pacientes, y cada mutación se confirmó mediante secuenciación directa del ADN.
La T-ARMS-PCR no requiere ningún equipo especial, y proporciona una detección rápida, reproducible y rentable de mutaciones MUTYH comunes. Multiplex T-ARMS-PCR permite la detección de mutaciones 6 MUTYH común con el uso de tan solo 3 tubos reacciones de PCR. Podría ser útil para llevar a cabo grandes estudios epidemiológicos poblacionales.
En contraste, T-ARMS-PCR amplifica tanto de tipo salvaje y los alelos mutantes, junto con un fragmento de control, en una reacción de PCR en un solo tubo. La región flanqueante de la mutación es amplificado por 2 cebadores comunes (exteriores), produciendo un amplicón de control no alelo-específica. Dos alelo-específica (interior) se diseñan cebadores en orientación opuesta y, en combinación con los cebadores comunes, puede amplificar simultáneamente tanto la de tipo salvaje y los amplicones mutantes. Los 2 amplicones específicos de alelo tienen longitudes diferentes y se pueden separar fácilmente por electroforesis en gel estándar, ya que la mutación se encuentra de forma asimétrica con respecto a los cebadores comunes (exteriores). Debido a que el amplicón de control y al menos 1 de los 2 amplicones específicos de alelo son siempre presente, T-ARMS-PCR proporciona un control interno con respecto a falsos negativos, así como la falta de amplificación. Además, la presencia de tipo salvaje y mutantes amplicones alélicas permite la fácil interpretación de los resultados de PCR.
Se diseñó un T-ARMS-PCR para cada uno de los 6 mutaciones siguientes seleccionados sobre la base de su frecuencia en la literatura y en una serie de pacientes: Y165C, G382D , 1395_7delGGA, Y90X, 1103delC, y R231H. Según los informes sobre el análisis de mutación sistemática de todo el gen, la detección de estos 6 mutaciones identificaría al menos 85% de los pacientes con mutaciones MUTYH bialélicos.
Para llevar a cabo incluso genotipificación rápida, se había diseñado un conjunto de 3 T-ARMS-PCR múltiples para la detección de estas mutaciones 6 MUTYH frecuentes: mutaciones Y165C relativamente frecuente y G382D; las mutaciones 1103delC y 1395_7delGGA; y las mutaciones R231H y Y90X.

### Diagnóstico molecular
Una función principal de los diagnósticos moleculares es la detección de mutaciones y polimorfismos de nucleótido único (SNPs) que se asocian con fenotipos particulares. Una variedad de estrategias se han desarrollado utilizando cebadores que son complementarios y permitir la amplificación específica de alelos individuales. PCR-ARMS y PCR-ASO han sido ampliamente utilizados en la investigación y el diagnóstico molecular desde su desarrollo inicial a finales de 1980. La atracción de estos métodos radica en su simplicidad y la aplicabilidad al análisis de prácticamente cualquier punto de mutación conocido o SNP. Además, estos métodos no requieren costos muy altos e instrumentación sofisticada.

#### Sarampión
Wakukouomou y sus colegas publicaron su estudio en la revista Journal of Clinical Microbiology (virus del sarampión Genotipado por el sistema de amplificación refractario a las mutaciones-PCR en tiempo real representa una aproximación rápida para las investigaciones de brotes de sarampión J Clin Microbiol 2006; 44 (2):. 487-494).
"La PCR en tiempo real se ha desarrollado para determinar el genotipo del virus del sarampión (MV) de cultivos. Cepas circulantes en epidemias en Gabón en 1984, en Camerún en 2001, en Marruecos en 2003 y en Francia en 2004 fueron investigados"
D. Wakukouomou y sus colegas en el INSERM, U404 en Lyon, 
"Desarrollamos un sistema de amplificación refractario a las mutaciones-PCR en tiempo real (RT-PCR AMRS) utilizando SYBR GREEN una fluoróforo verde.
"Seis pares de cebadores para la RT-PCR ARMS fueron diseñados para amplificar específicamente los genotipos A, B2, B3.1, B3.2, C2, y D7. Genotipos podría diferenciarse por fusión de análisis de la curva. Todas las cepas también se confirmaron por secuenciación directa ".
"La utilización del resultado obtenido por secuenciación directa y el análisis filogenético como la referencia, la exactitud de MV por RT-ARMS PCR y análisis de la curva de fusión fue de 97%. Sin embargo, el último método es más rápido y sensible que el primero."
"Este método podría ser una herramienta útil para estudios epidemiológicos moleculares de MV, proporcionando una alternativa eficiente para estudios a gran escala." 

## Ventajas
La PCR-ARMS es ideal para muchas aplicaciones de diagnóstico molecular, particularmente aquellos que requieren la detección de un número relativamente pequeño de mutaciones puntuales y tener rendimientos bajos a moderados. La principal ventaja de la PCR-ARMS es la facilidad con que se pueden desarrollar ensayos múltiples, validados e implementados. Por otra parte, las pruebas son no radiactivas y no requieren sistemas de detección caras y sofisticadas. Es rápido, fiable y no isotópico. La multiplexación en un solo tubo es posible con los fluoróforos más recientes.,

## Desventajas
La limitación más importante de PCR-ARMS es que puede ser utilizada para detectar solamente mutaciones conocidas y polimorfismos. Como tal es necesario combinar ARMS PCR con otras estrategias de diagnóstico molecular (por ejemplo, de secuenciación) para proporcionar una detección completa de la mutación. En sus formatos más simples, tales como los descritos en este capítulo, PCR-ARMS puede ser poco práctica para aplicaciones que implican un gran número de mutaciones o de alto rendimiento. Para tales aplicaciones, considere el uso de ensayos de ARMS-PCR con las estrategias de detección de alelos que son más susceptibles a la automatización. El formato original no distinguía entre homocigotos y heterocigotos, sin embargo, ahora con la tecnología de indicadores fluorescentes sí se puede distinguir entre los homocigotos y heterocigotos.,

## Kits comerciales
CF29v2, CF30, CF-polyT = ARMS múltiple (cuatro tubos, el número de cebadores en una única reacción); CF4v2 y CF-EU2 = ARMS fluorescentes múltiple (1 metro). Los dos ejemplos son kits que comercializa Gen-Probe Life Sciences.